# Dassambimba
Dassambimba, parfois orthographié Dassembinda, est une localité située dans le département de Zéguédéguin de la province du Namentenga dans la région Centre-Nord au Burkina Faso. 

## Géographie
Dassambimba se trouve à 6 km à l'est de Zéguédéguin, le chef-lieu du département.

## Éducation et santé
Le centre de soins le plus proche de Dassambimba est le centre de santé et de promotion sociale (CSPS) de Zéguédéguin tandis que le centre médical avec antenne chirurgicale (CMA) de la province se trouve à Boulsa.
Dassambimba possède une école primaire publique.